# Angel (77 Bombay Street)
Angel è un singolo del gruppo musicale folk e indie rock 77 Bombay Street, il secondo estratto dal secondo album studio Oko Town. È stato pubblicato il 14 dicembre 2012 in formato digitale.

## Tracce
iTunes e YouTube
1. Angel - 4:12

## Videoclip
Il video musicale del brano è stato reso pubblico sul canale ufficiale del gruppo su YouTube il 21 dicembre 2012 e mostra i componenti della band intenti a suonare il pezzo sul tetto di un'abitazione di notte mentre una ragazza con le ali di un angelo, riferimento al titolo, si muove per la città e sul finale li vede e giunge anche lei sul tetto.

## Formazione
- Matt Buchli - voce, chitarra acustica
- Joe Buchli - chitarra elettrica
- Simri-Ramon Buchli - basso
- Esra Buchli - batteria